# Чокано, Оскар
Оскар Чокано Маркес (исп. Oscar Chocano Márquez; 16 октября 1886, Икике — 25 июля 1970, Лима) — перуанский государственный деятель. Родственник поэта Хосе Сантоса Чокано.
Родился в департаменте Тарапака, незадолго до этого отвоёванным армией Чили у Перу. Окончил английский колледж в Чили, в возрасте 21 года переселился в Перу. Работал бухгалтером на асьендах. С 1934 г. на государственной службе в министерстве финансов и торговли, с 1937 г. генеральный инспектор. На этом посту внёс значительный вклад в организационную работу по созданию Национального симфонического оркестра. Затем возглавлял департамент по бюджету. В 1949—1950 гг. государственный контролёр Республики Перу.
Имя Чокано носит улица (исп. Jirón Oscar Chocano) в Лиме.